# Do Right Woman – Do Right Man
Singles de Aretha Franklin
Mockingbird
(1966) Respect
(1967)
Do Right Woman, Do Right Man est une chanson de la chanteuse américaine Aretha Franklin incluse dans son album I Never Loved a Man the Way I Love You paru en mars 1967.
Publiée sur la face B du single I Never Loved a Man (the Way I Love You) sorti (sous le label Atlantic Records) en février de la même année, la chanson a atteint la 37e place du classement R&B (« Hot Rhythm & Blues Singles ») du magazine musical américain Billboard. (La face A, I Never Loved a Man (the Way I Love You), a atteint la 1re place du classement R&B et la 9e place du Hot 100 de Billboard.)
En 2004, Rolling Stone a classé la chanson Do Right Woman, Do Right Man, dans la version originale d'Aretha Franklin, 473e sur la liste des « 500 plus grandes chansons de tous les temps ». (En 2010, le magazine rock américain a mis à jour sa liste, maintenant la chanson est 476e.)

## Composition
La chanson a été écrite et composée par Chips Moman et Dan Penn. L'enregistrement d'Aretha Franklin a été produit par Jerry Wexler.